# Neoplasia
A neoplasia (új növekedés) egy biológiai szövet vagy szerv abnormális, kontrollálatlan növekedését jelenti. Az ilyen növekedményt vagy más néven neoplazmát tekintjük tumornak is. 
A neoplasia és a rák szavakat gyakran helytelenül keverik. A neoplasia mind a jóindulatú (benignus), mind a rosszindulatú (malignus) növekedésre vonatkozik, míg a rák csak a rosszindulatú, azaz malignus burjánzást írja le. 
Neoplazmának tekintjük az aránylag önálló szövetnövedéket is, melynek a génexpressziója szabálytalan.
A Neoplasia egy onkológiai kutatásokkal foglalkozó tudományos folyóirat neve is.